# روث باين بورغس
روث باين بورغس (بالإنجليزية: Ruth Payne Burgess)‏ هي رسامة أمريكية، ولدت في 11 أكتوبر 1865 في مونبلييه في الولايات المتحدة، وتوفيت في 11 مارس 1934 في نيويورك في الولايات المتحدة.